# 鲁婉遥
鲁婉遥（1996年7月19日—），日式姓名森田遥（日语：／ Morita Haruka），出生于日本香川县高松市，籍贯中国上海，女子职业高尔夫球运动员。
鲁婉遥的父母来自上海，原先是专业乒乓球运动员，后赴日本定居。她9岁时开始跟随父亲练习高尔夫，此后曾多次在业余比赛中创造佳绩，2013年夺得日本女子高尔夫业余锦标赛冠军。2015年，她转为职业高尔夫球手。
2015年5月，鲁婉遥在LPGA次级赛赛美特拉巡回赛的赛美特拉精英赛中夺得了自己职业生涯的首场胜利。2016年起她转战日本女子高尔夫球巡回赛。2017年8月，她在明治杯上获得首个日巡赛冠军，并得以成为日巡赛正式会员。